# Ishania xilitla
Ishania xilitla är en spindelart som beskrevs av Rudy Jocqué och Léon Baert 2002. Ishania xilitla ingår i släktet Ishania och familjen Zodariidae. Inga underarter finns listade i Catalogue of Life.